# تأسیسات موشکی زیرزمینی کرمانشاه
تأسیسات موشکی زیرزمینی کرمانشاه یک پایگاه موشکی زیرزمینی ایرانی است که توسط نیروی هوافضای سپاه پاسداران انقلاب اسلامی اداره می‌شود و دو نوع موشک بالستیک را در خود جای داده است: قیام ۱ و فاتح ۱۱۰.

## تاریخچه
در خرداد ۱۴۰۴، در طول جنگ ایران و اسرائیل، پایگاه موشکی توسط حملات هوایی متعدد اسرائیل مورد اصابت قرار گرفت و ویران شد. حملات هوایی «نقاط ورودی و دهانه‌های سیلوهای این تأسیسات را فرو ریخت». مؤسسه مطالعات جنگ تأیید کرد که «چندین ساختمان ذخیره‌سازی موشک و ورودی‌های تونل خودرو، که احتمالاً برای ذخیره موشک‌های بالستیک و سایر تجهیزات مرتبط استفاده می‌شدند» آسیب دیده یا ویران شدند. در مجموع، ده مکان در تأسیسات موشکی زیرزمینی کرمانشاه توسط موشک‌های اسرائیلی مورد اصابت قرار گرفت.